# طاقة ربط كروموديناميكا كمية
طاقة الربط الكروموديناميكي الكمومي (طاقة ربط QCD)، أو طاقة ربط الغلوون أو طاقة الربط الديناميكي اللوني هي الكواركات الملزمة للطاقة معًا في الهادرونات. وتعد طاقة مجال التآثر القوي، التي تتوسطها الغلوونات. تساهم الطاقة الحركية وطاقة التفاعل بمعظم كتلة الهادرون.